# Barker's Discount Department Stores
Barker's Discount Department Stores was een keten van warenhuizen die in mei 1957 werd opgericht door Felix Mininberg en Irving Barker. Als een van de eerste discounters voor gebruiksgoederen, en met creatieve reclames, groeide de eerste winkel, in Orange, Connecticut, snel. De winkels boden een breed assortiment aan producten voor thuis, gepresenteerd in supermarktstijl. Dit succes leidde in 1960 tot een tweede locatie van 3.700 m² in Wallingford, Connecticut. 
Het bedrijf werd in 1961 verkocht aan Franklin Stores Corporation en groeide toen snel in het noordoosten en zuiden van de Verenigde Staten, het Caribisch gebied en de Amerikaanse Maagdeneilanden.Irving Barker verliet Franklin Stores Corporation in 1963 en begon zijn eigen discountwinkel, Sabres. Felix Mininberg bleef aan als vice-president. De belangrijkste taak van Mininberg was het vinden van locaties voor de nieuwe winkels en het toezicht houden op de bouw van elke nieuwe winkel.

## Bedrijfsmodel
Barker's investeerde veel in directe import rechtstreeks van fabrikanten, wat een belangrijke rol speelde in hun kortingsplannen. Ze maakten gebruik van zowel importeurs als deden direct aankopen in het buitenland. Om aantrekkelijk te zijn geloofde Barker's dat ze een breed scala aan merknamen moesten bieden; huismerken, importmerken en binnenlandse merken. De indeling van Barkers was grotendeels hetzelfde als bij andere warenhuizen. Ze hadden afdelingen met meubels, elektriciteit, hardware, kleding, gezondheids- en schoonheidsproducten, platen, boeken, tv's, camera's, auto's, camping, fietsen, tuin, enz.

## Geschiedenis
Met een initiële investering van $ 20.000 werd Barker's in mei 1957 opgericht door Irving Barker en Felix Mininberg, in Orange, Connecticut. Als een van de eerste gebruiksgoederen discounters en met creatieve reclames, groeide Barker's snel. Na de opening van een tweede winkel in Wallingford, Connecticut in september 1960, had Barker's een bruto-omzet van $ 7 miljoen. Het bedrijf werd in 1961 overgenomen door Franklin Stores Corporation. Paul Panagrosso was een van de oprichters die een belangrijke rol speelde bij het ontwerpen en opzetten van de eerste winkel die vervolgens zou uitgroeien tot een regionale speler met miljoenenomzet.
Tussen 1961 en 1970 opende Barker's meer dan 11 winkels. Van 1970 tot 1975 was Barker's een van de snelst groeiende winkelketens in de Verenigde Staten worden, met alleen al in de staat New York bijna 20 winkels. In 1976 opende Barker's verschillende filialen in voormalige W.T. Grant-winkellocaties in het centrum van New York. Irving Barker bleef tot 1963 bij Franklin Stores.
Na jaren van voorspoed ging Barker's ten onder, net als een aantal andere grote retailers. King's Department Stores Inc. (later omgedoopt tot KDT Industries, Inc) verwierf het financieel noodlijdende Barker's voor $ 30 miljoen in augustus 1980. Hierbij werden ook 125 filialen van Franklin Store overgenomen, een speciaalzaak voor vrouwen. De Barker's winkels behielden hun naam tot begin 1981, toen de meeste Barker's werden omgedoopt tot King's. De Barker's-winkels die niet door King's Department Stores waren gekocht, werden ofwel gesloten of verkocht aan andere retailers. Op het moment van deze aankoop had Barker's 63 winkels. Alleen de winkels in Louisiana, Puerto Rico en de Maagdeneilanden behielden de naam van de Barker's. KDT Industries sloot, in het kader van een reorganisatieplan, uiteindelijk alle winkels van Barker's in Louisiana op 24 oktober 1982.